# Cantón Quito
Cantón Quito är en kanton i Ecuador.   Den ligger i provinsen Pichincha, i den centrala delen av landet. Huvudstaden Quito ligger i Cantón Quito.